# عائلة الكاليكاك
عائلة الكاليكاك: دراسة في وراثة البله والضعف الإدراكي كتاب صدر في العام 1912، ألفه عالم النفس وعلم النسل الأمريكي هنري إتش غودارد، مُهديًا إياه إلى راعيه «صموئيل سيميون فيلز». يعبر الكتاب على الأرجح عن دراسة مطوَّلة لحالة أجراها وأنجزها غودار عن «وراثة الضعف الإدراكي»، وهو تصنيف عام يشير إلى مجموعة متنوعة من الإعاقات الذهنية بما في ذلك الاختلال الذهني، وصعوبات التعلم، والأمراض العقلية. لوحظ في الكتاب وجود أخطاء واقعية ما جعل استنتاجاته باطلة وغير معتمدة. كان غودارد يعتقد بأن المجموعة المتنوعة من السمات العقلية وراثية، وأنه يتوجب على المجتمع الحد من التكاثر بين الأشخاص المتملكين لهذه السمات.
الاسم (Kallikak) هو تركيب مستعار يستخدم اسمًا للعائلة المدروسة في الكتاب. صاغ غودارد الاسم من الكلمتين اليونانيتين (καλός) (كالوس) وتعني الجيد و(κακός) (كاكوس) وتعني السيئ.

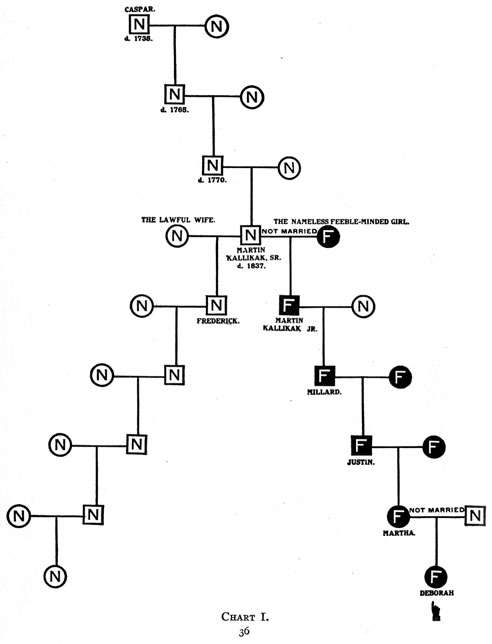
نسب غودارد كاليكاك

## الخُلاصة
يبدأ الكتاب بمناقشة قضية ديبوراه كاليكاك (الاسم الحقيقي إيما ولفيرتون، 1889-1978)، وهي امرأة في مؤسسة غودارد، «دار نيوجيرسي» لتعليم ورعاية الأطفال ممن يعانون الصعوبة في الفهم، تُعرف الآن بـ«مدرسة فينلاند للتدريب». في سياق التحقيق في علم أنسابها، أدعى غودارد إكتشاف مستند أخلاقي غريب ومدهش تحمله شجرة عائلتها.
يتتبع الكتاب سلسلة نسب مارتن كاليكاك، الجد الأكبر لديبوراه، وهو بطل من أبطال الحرب الثورية متزوج من امرأة كويكرزية. عرف مارتن بالاستقامة الأخلاقية لكن ذات مرة وفي طريق عودته من المعركة، غازل نادلة في البار (ضعيفة الفهم). فحملت منه ثم هجرها. سرعان ما أصلح مارتن الشاب نفسه مستمرًا بكونه ذا استقامة، ومواطنًا محترمًا في بريطانيا الحديثة، وأبًا لعائلة كبيرة من الأفراد المزدهرين. كان جميع الأطفال الذين نشأوا من هذه العلاقة أصحاء؛ ولم تظهر عليهم أي علامات إعاقة في النمو.
لاحقًا، ووفقًا لـ غودارد فقد ولد طفل من علاقة مارتن العابرة بالفتاة ضعيفة الفهم(مجهولة الاسم)، كان الطفل ذكرًا ويُدعى مارتن كاليكاك جونيور في الكتاب (اسمه الحقيقي جون ولفيرتون، 1776-1861)، بدوره أنجب مارتن مزيدًا من الأطفال الذين أنجبوا أطفالًا آخرين وهكذا توالت الأجيال؛ وبناءًا على ما سبق زعم غودارد إكتشاف عائلة كاليكاك، كانت هذه المعلومات أقرب ما يمكن تخيله عن تجربة في قابلية انتقال مستوى الذكاء والمواصفات الأخلاقية والإجرام في الوراثة.
وعن موضوع البله في عائلة الكاليكاك المنحدرة من النادلة وحيدة الأب، كانت نهاية مطاف الأطفال فيها فقراء، ومصابين بأمراض عقلية، ومخالفين للقانون، ومعاقين فكريًا. بحسب غودارد فإن ديبوراه «ضعيفة العقل» (وهو مصطلح شامل في أوائل القرن العشرين لوصف أشكال مختلفة من الإعاقات الفكرية أو التعليمية). كان غودارد مهتمًا بمسألة الوراثة المرتبطة بـ«الضعف العقلي» وكثيرًا ما كتب عن التهديد غير المرئي المتمثل في الجينات المتنحية من الضعف العقلي التي يحملها أفراد من السكان ممن يبدون أصحاء وأذكياء (لم يُعاد اكتشاف قوانين مندل إلا قبل عقد من الزمان؛ وكان الاختزال الوراثي الذي ابتكره غودارد في عصره يعتبر على قدم المساواة مع العلم المتطور). وفي تتبع التاريخ العائلي لديبوراه اكتشف غودارد ومساعدوه أن عائلة ديبوراه التي ضمت السكارى والمجرمين كانت مرتبطة (من خلال مارتن كاليكاك) بشجرة عائلة أخرى من التنظيم والرخاء.

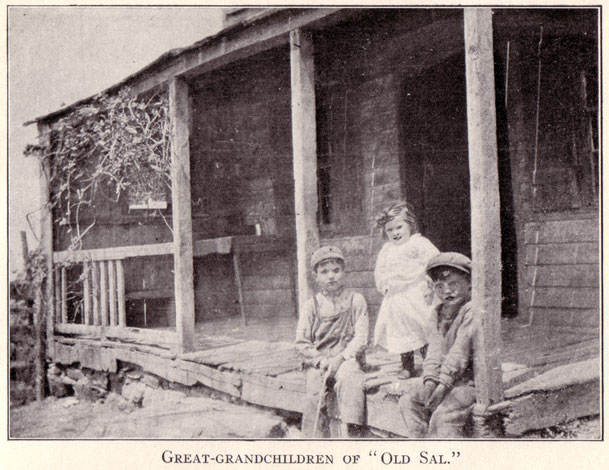
مجموعة أطفال من ضعيفي العقل من عائلة كاليكاك

وعلى الجانب الطبيعي من شجرة عائلة كاليكاك، كان الأطفال الذين أنجبهم مارتن وزوجته وذريتهم جميعًا من المزدهرين الأذكياء والمستقيمين أخلاقياً. وكانوا محامين ووزراء وأطباء. ولم يكن أيًا منهم ضعيف العقل. واستنتج غودارد من هذا أن الذكاء والعقل السليم والأخلاق وراثية، ولابد من بذل كل الجهود لمنع ضعيف العقل من التكاثر، مع الهدف العام المتمثل في إنهاء ضعف العقل والسمات المصاحبة له. وزعم غودارد أن الضرر الناجم عن علاقة عابرة واحدة بين شاب وامرأة ضعيفة العقل من شأنه أن يخلق أجيالًا وأجيال من الجرائم والفقر، حيث يعيش أفرادها في نهاية المطاف على كرم الدولة (وبالتالي دافعي الضرائب). ويحتوي عمله على أصول عائلية معقدة الصفات، تظهر نسبًا مندلية شبه مثالية في وراثة السمات السلبية والإيجابية.
أوصى غودارد بفصلهم في المؤسسات، حيث سيتم تعليمهم سبل العمل بأشكال مختلفة لتجنب انخراطهم بالعمل المهين.

## التقييم المعاصر

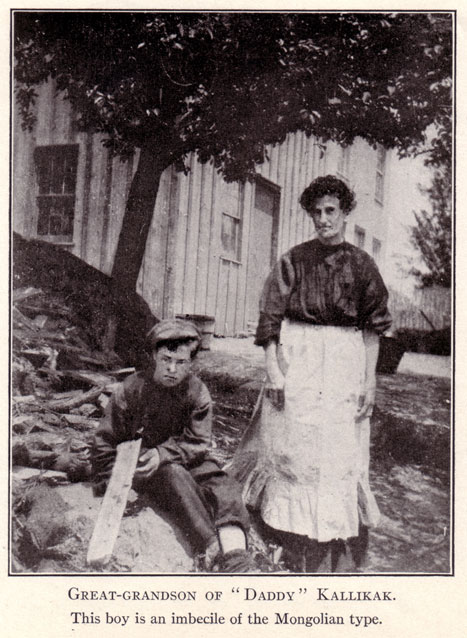
اثنان من الكاليكاك. من المحتمل أن يكون الصبي قد ولد مصابًا بمتلازمة داون، وكان الاسم السابق للمتلازمة هو المنغولية.

في وقت اصداره، حقق كتاب عائلة كاليكاك نجاحًا كبيرًا وطبع عدة مرات. وقد ساعد في دفع غودارد إلى مكانة أحد كبار الخبراء في استخدام علم النفس في السياسة، وإلى جانب عمله مع تشارلز ب. دافنبورت وماديسون جرانت، يُعتبر الكتاب أحد الأعمال الأساسية في علم تحسين النسل الأمريكي في أوائل القرن العشرين.
كشف البحث المنشور في عام 2001 لـ«ديفيد ماكدونالد» و«نانسي ماك آدامز» أن رواية غودارد عن تقسيم عائلة كاليكاك إلى سلالة جيدة -تنحدر من مارتن كاليكاك الأب وزوجته- وسلالة سيئة -تنحدر من مارتن كاليكاك الأب ونادلة ضعيفة العقل لم يذكر اسمها- رواية خيالية. فمارتن كاليكاك الابن، من النسل غير الشرعي المفترض لمارتن كاليكاك الأب ونادلة البار، كان في الواقع ابن غابرييل ولفيرتون وزوجته كاثرين موراي. اسمه الحقيقي جون ولفيرتون (1776-1861)، وكان مالكًا للأراضي مزدهرًا بما يكفي لشراء قطعتين من الأرض نقدًا في عام 1809. تُظهر سجلات التعداد لعام 1850 أن جميع البالغين في منزله (بما في ذلك ولفيرتون وابنة واحدة والعديد من الأحفاد) كانوا قادرين على القراءة. وأما الجانب السيئ من عائلة كاليكاك من المزارعين الفقراء ضمَّت أيضًا معلمين في المدارس، وطيار في الجيش الجوي، وأمين صندوق أحد البنوك.
وقد وضِّح تجاهل تأثيرات سوء التغذية في عائلة كاليكاك. حتى أن دافنبورت، زميل غودارد، حدد أشكالًا مختلفة من الأمراض التي تُعرف الآن على أن سبب حصولها يرجع إلى نقص النظام الغذائي أكثر من كونها أمراض وراثية.

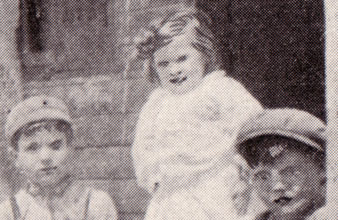
تفاصيل الوجوه من الكتاب - زعم ستيفن جاي جولد أن جودارد قام بتعديلها لجعلها تبدو أكثر شرًا.

وقد طرحت وجهة نظر أخرى مفادها أن عائلة كاليكاك كانت تعاني على الأرجح من متلازمة الكحول الجنينية غير المشخصة. بالإضافة إلى الفقر وسوء التغذية، فإن التعرض للكحول قبل الولادة يمكن أن يؤدي إلى تشوهات في الوجه والجمجمة وغيرها من التشوهات الجسدية التي قد تكون مسؤولة عن ملامح وجوههم الغريبة. علاوة على ذلك، قد يؤدي التعرض للكحول قبل الولادة أيضًا إلى إتلاف الجهاز العصبي المركزي، ما قد يؤدي إلى ضعف الأداء الإدراكي والسلوكي على غرار ما وصفه غودارد.

### التلاعب بالصور
طرح عالم الحفريات والكاتب العلمي ستيفن جاي غولد وجهة نظر مفادها أن غودارد -أو أحد العاملين معه- قد قام بتعديل الصور المستخدمة في كتابه؛ لجعل الكاليكاكس السيئين يبدون أكثر تهديدًا. ويقول جولد إنه في الطبعات القديمة من الكتب بات واضحًا بأن شخصًا ما قد رسم عيونًا داكنة ومجنونة ووجوهًا مخيفة للأطفال والبالغين في الصور. ويزعم جولد أن إعادة إنتاج الصور الفوتوغرافية في الكتب كانت لا تزال فنًا جديدًا للغاية في ذلك الوقت؛ وأن الجمهور لم يكن ليدرك هذا القدر من الحرص على تعديل الصور الفوتوغرافية، حتى على هذا المستوى البدائي. وقد تمت دراسة الصور الأربع عشرة بعد ذلك بشكل أعمق لإظهار طبيعة التعديل والاستخدام اللاحق للمساعدة في إثبات وجهة نظر غودارد.

### تأثيرها

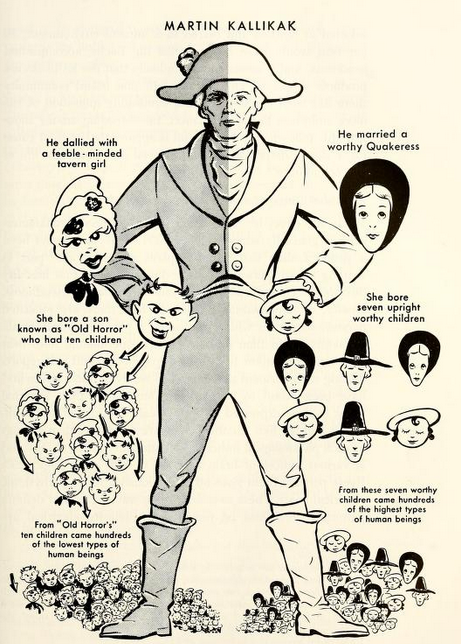
رسم كاريكاتوري لعائلة كاليكاك من كتاب علم النفس في الخمسينيات. تشير الأبحاث الحديثة إلى عدم وجود أي دقة في الأوصاف المقدمة هنا.

كان التأثير الإجمالي لعائلة كاليكاك هو زيادة التمويل بشكل مؤقت لمؤسسات مثل مؤسسة غودارد، لكن لم يُنظر إلى هذه الحلول على أنها حلول جديرة بالاهتمام لمشكلة ضعف العقل (بغض النظر عن مشكلة ضعف العقل المارق أو تهديد البلاهة كسمة متنحية)، وتم على إثر الكتاب اتخاذ أساليب أكثر صرامة، مثل التعقيم الإجباري للأشخاص ذوي الإعاقات الفكرية.
أصبح مصطلح (كاليكاك)، إلى جانب مصطلحي (جوكز) و(نامز) (دراسات في حالة أخرى ذات طبيعة مماثلة)، اختصارًا ثقافيًا للفقراء في المناطق الريفية في جنوب وشمال شرق الولايات المتحدة.
استخدم ريتشارد كوندون في كتاب (المرشح المنشوري)، صفة لاسم الكاليكاك لوصف أغنية موسيقى الريف في الخمسينيات: «...من ممفيس، صدر الصوت العريق بشكل مرتفع، بولاية تينيسي، وفيه تكررت مررارً قافية لاسم بيتي لو الصريح، والاسم الجمعي للأحذية، في أغنية كاليكاك...»